# Sphenomorphus striolatus
Espèce
Synonymes
- Lygosoma striolatum Weber, 1890

Sphenomorphus striolatus est une espèce de sauriens de la famille des Scincidae.

## Répartition
Cette espèce est endémique d'Indonésie. Elle se rencontre sur les îles de Florès et de Komodo.

## Publication originale
- Weber, 1890 : Reptilia from the Malay Archipelago. 1. Sauria, Crocodylidae, Chelonia. Zoologische Ergebnisse einer Reise in Niederländisch Ost-Indien, M. Weber, E. J. Brill, Leiden, vol. 1, p. 158-177 (texte intégral).